# Filinia saltator
Filinia saltator is een raderdiertjessoort uit de familie Trochosphaeridae. De wetenschappelijke naam van deze soort is voor het eerst geldig gepubliceerd in 1886 door Gosse.